# Ester Holm
Ester Helena Holm, född 31 juli 1880 i Härnösands församling, Västernorrlands län, död 2 juni 1956 i Jukkasjärvi församling, Norrbottens län, var en svensk folkskollärare och rösträttsaktivist. 
Hon var verksam som folkskollärare. Hon var verksam i kampanjen för införandet av kvinnlig rösträtt i Sverige och ordförande för Föreningen för kvinnans politiska rösträtt i Kiruna 1913–1921. Föreningen hade först grundats i Kiruna 1906, men upphört endast två år senare. Ester Holm återuppväckte föreningen 1913 och blev dess ordförande. Föreningen var mycket aktiv under hennes ledning. 